# Дубасов, Андрей Петрович
Андрей Петрович Дубасов (род. 17 августа 1984, Нижневартовск) — российский биатлонист.

## Биография
Начинал заниматься биатлоном у своего отца Петра Дубасова.

## Чемпионаты мира по биатлону среди юниоров
На чемпионате мира по биатлону среди юниоров в 2002 году в итальянском Валь-Риданне Дубасов занял 21-е место в спринте и победил в гонке преследования.
На чемпионате мира по биатлону среди юниоров в 2003 году в польском Косцелиско Дубасов занял первое место в спринте и первое место в эстафете.

## Сезон 2007—2008
На чемпионате России по биатлону в 2008 году Дубасов занял третье место в эстафете с командой Ханты-Мансийского автономного округа.
В декабре 2007 года на «Ижевской винтовке» Дубасов занял первое место, опередив на 39 секунд Евгения Устюгова.

## Чемпионат Европы по биатлону
На чемпионате Европы по биатлону в 2009 году в Уфе Дубасов занял 11-е место в спринте и 19-е место в гонке преследования.